# Rauchschürze

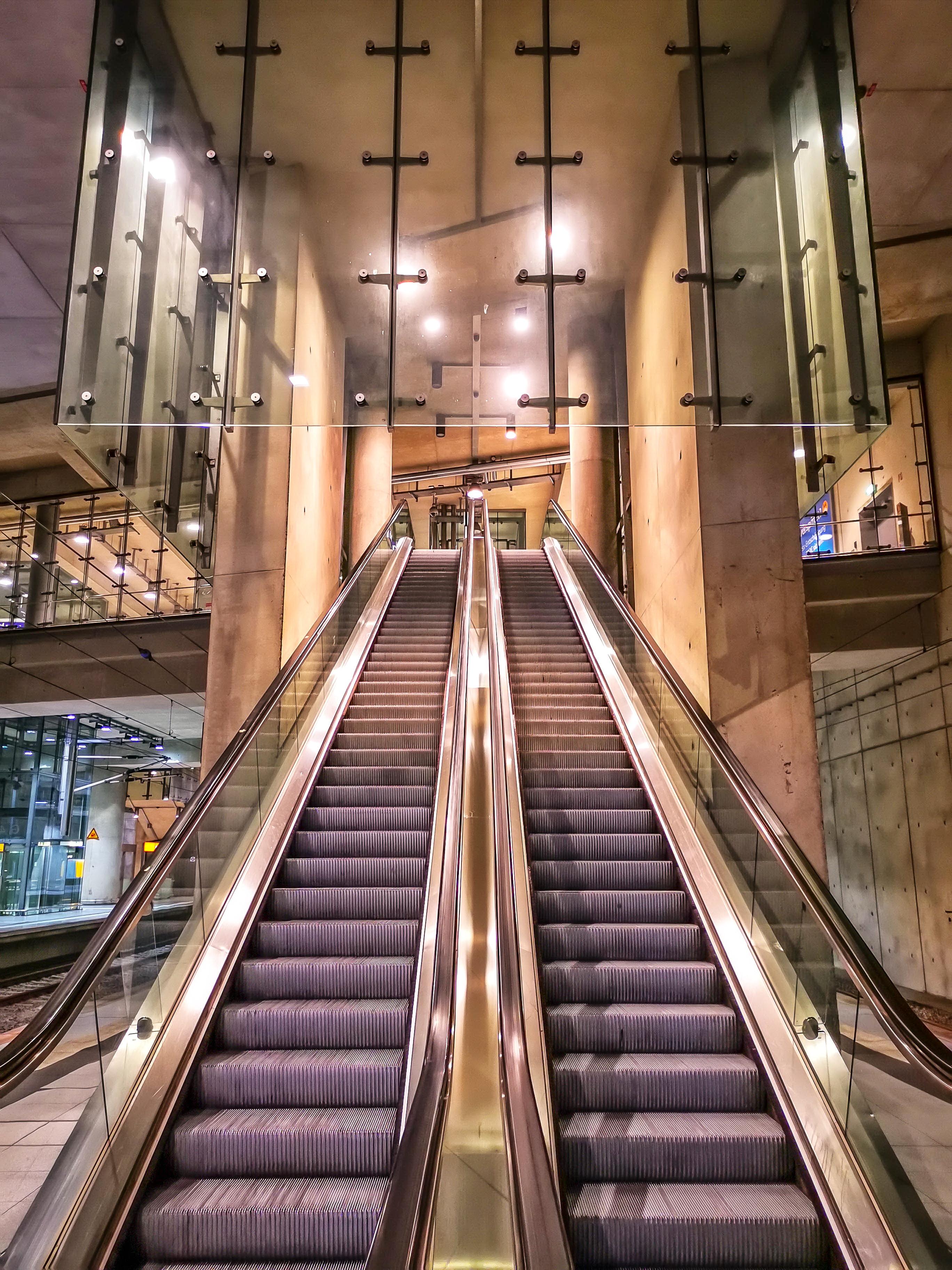
Feststehende gläserne Rauchbarriere an der Decke der Bahnsteigebene des Bahnhofs Köln/Bonn Flughafen. Die Barriere unterteilt dauerhaft den Bahnhof in Rauchabschnitte.

Die Rauchschürze, auch als Rauchschutzvorhang bezeichnet, ist ein Bauteil in der Brandschutztechnik. Sie reicht von der Dachunterseite bis zu einer bestimmten Höhe über dem Fußboden und begrenzt Dachabschnittsflächen. Im Normalbetrieb, also im Nicht-Brandfall, ist die Rauchschürze in der Regel unsichtbar oder verdeckt. Im Brandfall wird die Rauchschürze ausgefahren, beispielsweise herabgelassen, so dass sich ein nach unten offener und nach oben von der Gebäudedecke begrenzter Raum ergibt. Rauch wird darin gefangen und einem seitlichen Abfließen des Rauches sowie der heißen Brandgase in einen anderen Rauchabschnitt wird entgegengewirkt.
Ein ähnliches Konzept, jedoch eine andere Funktion, erfüllt der Feuerschutzvorhang. Wie meist bei der Rauchschürze ist auch der Feuerschutzvorhang in der Normalstellung verdeckt und wird im Brandfall ausgefahren, allerdings besitzt dieser einen definierten Feuerwiderstand, verhindert also über eine bestimmte Zeit die Ausbreitung des Brandes.